# Luis de la Gándara Marsella
Luis de la Gándara Marsella (1880 - fallecido en Madrid, el 5 de abril de 1928) fue un reputado tratadista militar español, profesor de la Escuela Central de Tiro del Ejército y
gentilhombre de cámara con ejercicio (1927) durante el reinado de Alfonso XIII de España.
Estudió la carrera militar en la Academia Militar de Segovia. Escribió diversa bibliografía enfocada en las modernas técnicas de combate del momento, resaltando su libro sobre ametralladoras, Ametralladoras de Campaña Ejército Español (1906) cuando era capitán de infantería, que tuvo gran aceptación en los medios castrenses.
En el campo social, sucedió a Antonio Trucharte Samper como secretario general de la asociación escultista los Exploradores de España («boy scouts españoles») desde el 14 de febrero de 1927 por Real Orden de la Presidencia del Consejo de ministros hasta su repentina muerte. Luis de la Gándara ingresó en los Exploradores de España en 1920 como vocal de la institución a propuesta de Trucharte.